# VNN
VNN (Verslavingszorg Noord Nederland) is als verslavingszorgorganisatie actief in de drie noordelijke provincies van Nederland: Drenthe, Groningen en Friesland.

## Ontstaan en typering
VNN (Verslavingszorg Noord Nederland) is op 13 mei 2004 tot stand gekomen na een fusie van de Dr. Kuno van Dijk Stichting, het Consultatiebureau voor Alcohol en Drugs Drenthe (CAD Drenthe) en de Ambulante Verslavingszorg provincie Groningen (AVG). VNN heeft circa 44 locaties in veertien plaatsen verdeeld over de drie noordelijke provincies. Het hoofdkantoor is gevestigd aan de Laan Corpus den Hoorn in Groningen. De voorzitter van de raad van bestuur van VNN is Gerard Niemeijer.
Naast professionele hulpverlening (ambulant, klinisch en via internet) bij elke hulpvraag rondom verslaving en middelengebruik, biedt VNN ook preventie-activiteiten en verslavingsreclassering in de drie noordelijke provincies. 

## Afdelingen
Bijzondere afdelingen van VNN zijn: 
Kliniek voor jongerenVNN heeft een klinische afdeling voor jeugdigen onder de naam Vossenloo in Eelde.
GezinsbehandelingIn Eelderwolde is een afdeling voor verslaafde ouders, De Borch, die met hun kinderen (tot 12 jaar) kunnen worden opgenomen en behandeld. Ook zwangere vrouwen worden opgenomen.
Training en nascholingAmbulant zijn er vele mogelijkheden voor individuen, echtparen of gezinnen. Er zijn diverse speciale ambulante projecten, voor kinderen van verslaafde ouders, jongerenteams, leefstijltrainingen, sociale vaardigheidstraining. Voor professionals zijn er trainingen op gebied van motiverende gespreksvoering, vroegsignalering van verslavingsproblematiek etc.
InternetbehandelingIn combinatie met ambulante hulp biedt VNN ook online behandelingen.
HeroïnebehandelunitIn de steden Groningen en in Leeuwarden heeft VNN heroïnebehandelunits (HBU's). Onder strikte voorwaarden krijgen zwaar- en langdurig verslaafden onder medisch toezicht heroïne verstrekt. Doel is verbetering en/of stabilisatie van de leefsituatie van de cliënt.